# کی هیون وو
کی هیون وو (کره‌ای: 기현우؛ زادهٔ ۲۷ دسامبر ۲۰۰۰) بازیگر اهل کره جنوبی است. او بیشتر به خاطر ایفای نقش در جینکس (۲۰۲۱) و جون اند جون (۲۰۲۳) شناخته می‌شود.

## فیلم‌شناسی

### مجموعه تلویزیونی
| سال  | عنوان         | نقش          | منابع |
| ---- | ------------- | ------------ | ----- |
| ۲۰۲۱ | جینکس         | مین چول      | [ ۱ ] |
| ۲۰۲۳ | جون اند جون   | چوی جون      | [ ۲ ] |
| ۲۰۲۴ | رئیس کلاس ۹   | پیل دا هی    | [ ۳ ] |
| ۲۰۲۴ | ریتم آرام عشق | نام کیونگ هو | [ ۴ ] |

## جوایز و نامزدی‌ها
| مراسم جوایز           | سال  | دسته    | نامزد(ها) / اثر(ها) | نتیجه | منابع |
| --------------------- | ---- | ------- | ------------------- | ----- | ----- |
| جوایز بهترین برند کره | ۲۰۲۴ | بازیگری | کی هیون وو          | برنده | [ ۵ ] |